# William Daniel Hillis
William Daniel Hillis (Baltimora, 25 settembre 1956) è un ingegnere e ricercatore statunitense.
Danny Hillis ha costruito un computer che giocava a tris fatto con i tinkertoys (gioco delle costruzioni analogo al più noto in Italia "Meccano") quando era ancora uno studente al MIT.  Questo risultato è stato anche menzionato nel libro di K. Eric Drexler Motori di Creazione (Engines of Creation).  Hillis è membro della Global Business Network e ha fondato la Thinking Machines azienda creatrice della Connection Machine: un computer che utilizza il parallel distributed processing (PDP).
Hillis ha anche fondato insieme a Stewart Brand, la Long Now Foundation. Ha scritto, tra l'altro The Pattern on the Stone: The Simple Ideas That Make Computers Work (Basic Books, 1998 ISBN 0-465-02595-1).